# كريس بيكر (مؤرخ)
كريس بيكر (بالإنجليزية: Chris Baker)‏ هو مؤرخ بريطاني، ولد في 3 يناير 1948.